# هيذر كلارك
هيذر كلارك (بالإنجليزية: Heather Clark)‏ هي متركمجة جنوب أفريقية، ولدت في 11 يونيو 1972 في ميناء شيبستون ‏ في جنوب أفريقيا.

## وصلات خارجية
- هيذر كلارك على موقع الرابطة العالمية لركوب الأمواج (الإنجليزية)